# 城堡河岸

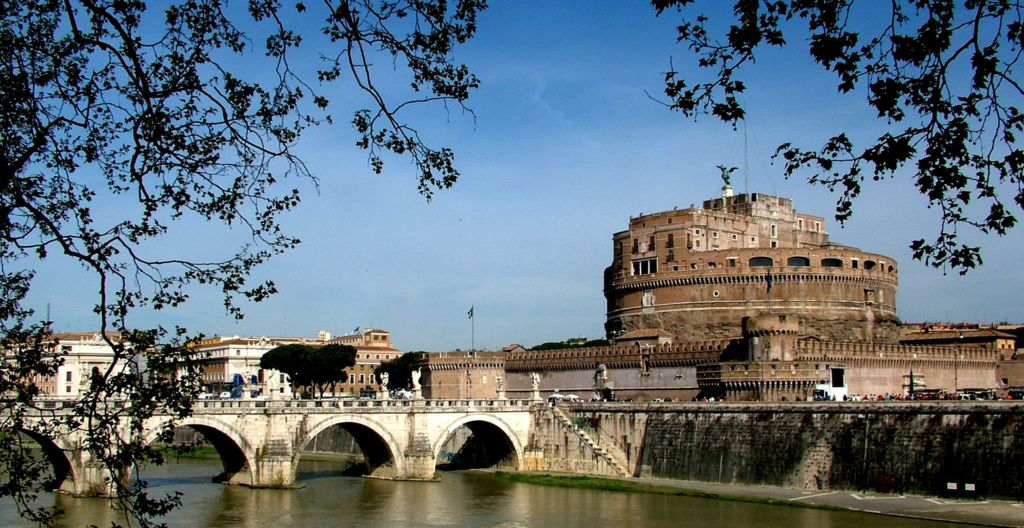

城堡河岸（Lungotevere Castello）是意大利罗马的一段台伯河河岸，从圣天使桥广场（Piazza di Ponte Sant'Angelo）到法庭广场（Piazza dei Tribunali），位于博尔戈和普拉蒂两区内。
城堡河岸得名于哈德良陵墓，又名圣天使城堡，由皇帝哈德良建于134至139年之间。
在此原来有几座教堂，现已不存。